# Dunakeszi környezete
Dunakeszi méretéből és Budapesthez való közelségéből adódóan a város vezetése egyre nagyobb figyelmet fordít a megfelelő, a lakosság számára élhető környezeti feltételek megteremtésére, megtartására, illetve a környezetvédelemre. A 2019 tavaszán elindított "Zöld Dunakeszi Program" a lakosság környezettudatosságát, a városi és lakókörnyezet védelmét, szépítését foglalja magában, az Önkormányzat által fenntartott mezőőri szolgálat az illegális hulladéklerakás ellen küzd, ami a vízbázisok védelmét is szolgálja. Dunakeszi jelentősége abban (is) áll, hogy Budapest egy részének ivóvízbázisát jelentik az itteni Duna-parton működő kutak.

## Levegőminőség
Dunakeszi levegőjét illetően, mivel rendszeres levegőszennyezettség-mérés nincs a városban, csak a legközelebbi budapesti és váci mérőállomások adatai állnak rendelkezésre. Az Országos Meteorológiai Szolgálat 2013. évi összefoglalója szerint a térség levegőjének minősége megfelelő (Budapest), illetve jó (Vác). Az egyes szennyező anyagok közül a levegő kén-dioxid-, szén-monoxid- és benzoltartalma kiváló, az ózon és a nitrogén-oxidok tekintetében jó, a szálló por mennyisége szempontjából jó, illetve megfelelő, nitrogén-dioxid-tartalma pedig megfelelő minősítést kapott. Légszennyezést elsősorban az ipari tevékenységek, valamint a közúti forgalom okoznak, de egyes háztartási tevékenységek is légszennyezők, például az avar- és kerti égetés. Helyenként a szeméttároláshoz és az állattartáshoz kapcsolódó kellemetlen szaghatás is fellép. A szennyező tevékenységeket az önkormányzat rendeletei szabályozzák.

## A Duna és a kisebb vízfolyások vízminősége
A vizek közül a Duna vízminőségét Dunakeszihez legközelebb Budapestnél rendszeresen vizsgálja a Közép-Duna-völgyi Környezetvédelmi, Természetvédelmi és Vízügyi Felügyelőség. A mérési adatok szerint a Duna vize oxigénháztartás, tápanyagháztartás, kémhatás (pH), szerves és szervetlen mikro-szennyezők szempontjából tűrhető minőségű, a mikrobiológiai paraméterek alapján viszont szennyezett, amit elsősorban a folyóba vezetett szennyvizek okoznak. Mivel ezek az adatok Budapest területére vonatkoznak, ahol jelentős szennyeződés éri a folyót, ezért Dunakeszinél még jó minőségű a Duna vize.
A kisebb vízfolyások minőségéről nincs mérési adat, de valószínűleg szennyezettek. A legrosszabb vízminősége az Óceán-ároknak van, mivel a Dunakeszi regionális szennyvíztelep tisztított szennyvize ide kerül, ami a vízhozam nagy részét teszi ki a száraz nyári időszakokban. A vízfolyások szennyező forrásai között vannak a kereskedelmi, logisztikai és ipari célú ingatlanokról a vízfolyásokba vezetett csapadékvizek, a térburkolatokról elvezetett kőolajszármazékokat tartalmazó csapadékvizek és a nitrát-szennyezést okozó mezőgazdasági kemizálás is.

## Bányák
Ritkán a bányák környezeti hatásának vizsgálatára is sor került. Így a Dunakeszi III. homokbánya esetében megállapították, hogy bár időszakosan (elsősorban a szállítás során) zajterhelés lép fel, és a homok kiszállító út mentén 50–50 m-es sávban ülepedő por tapasztalható, de a bánya hatása a környezetre elviselhető, károsan és tartósan nem terheli azt. Később a bánya tájrendezési terve is elkészült.
Dunakeszi területén több homokbánya haszonanyagának kitermelése után, a rekultiváció során, a bányák helyén hulladéklerakó létesült, ami környezetvédelmi problémákat okoz. Ezért a hulladék-elhelyezés megkezdése előtt hatásvizsgálat, illetve környezetföldtani, mérnökgeológiai, esetleg hidrogeológiai vizsgálatok szükségesek. A Dunakeszi II. felhagyott homokbánya esetében az Eötvös Loránd Geofizikai Intézet munkatársai végeztek horizontális ellenállás szelvényezést és vertikális elektromos szondázást. A mérési eredmények alapján meghatározott paraméterek szerint a volt bánya alatt vízzáró iszapos-agyagos kőzetek helyezkednek el, és a talajvíz csak jóval mélyebben található. A Fővárosi Közterület-fenntartó Vállalat kezelésében álló lerakó üzemelése 1996-ban kezdődött meg. A hulladéklerakó Dunakeszi és Fót teljes, valamint a főváros kisebb részének hulladékát, és a Fővárosi Hulladékhasznosító Mű salakját is fogadja. A lerakó területe 12 hektár, kapacitása kb. 3 millió m3, a hulladékdomb tervezett magassága 50 m. A hulladéklerakó tér műszaki védelmét 30 cm vastag Consolid szigetelő réteg, geotextília, és 2 mm vastag HPDE szigetelő lemez biztosítja. A hulladéklerakót csurgalékvíz gyűjtő-szivárgó rendszerrel, szivárgó paplannal, HDPE szigetelésű csurgalékvíz-aknával és ellenőrző aknával is ellátták. A lerakó működését monitoringrendszer ellenőrzi, amely a talajvizek és levegő minőségét, továbbá a zaj szintjét ellenőrzi. Ezt a hulladéklerakót 1997-ben működés közben is ellenőrizték környezetföldtani szempontból. Elsősorban az 50.000 m2 területen alkalmazott Consolid szigetelő rendszer alkalmasságát és a lerakó környezetet terhelő hatását vizsgálták. A hulladéklerakó környezeti hatásának vizsgálatához rendszeresen vízmintákat vettek 13 db 28–64 m mély figyelőkútból, és a hulladék leszivárgó vizéből. A vízminták kémhatását, oldottanyag-tartalmát és kémiai összetételét elemezték. A vizsgálati eredmények alapján megállapították, hogy a hulladéklerakó nem szennyezi a talajvizet, bár a vizek nitrát- és cinktartalma időnként túllépte a megengedett értéket. 2000-től a hulladékból képződő depóniagázokat gázgyűjtő kutakkal szívják el és fáklyázással ártalmatlanítják. A gázfáklya kibocsátását is rendszeresen ellenőrzik.

## Illegális szemétlerakás
Nagy gondot jelent azonban az illegális szemétlerakás. A hulladéklerakók ugyanis csak ott nem okoznak talajvízszennyezést, ahol vízzáró környezetben vannak. A vizet jól vezető homokkal fedett felszíneken, ahogy Dunakeszin is, a lerakott hulladékból leszivárgó szennyezett vizek rövid idő alatt bejutnak a talajvízbe. A vízzáró béléssel ellátott hulladéklerakókban, ha a vízzárás nem megfelelő, illetve hézagos, akkor a hulladékból kioldódó szennyező anyagok előbb-utóbb ugyanúgy eljutnak a talajvízbe – ami Dunakeszi esetében egyben az ivóvízbázis is –, majd a parti szűrési kutakon át a város és a főváros lakóinak vízcsapjaihoz. Ezért Dunakeszin a megfelelő hulladék-elhelyezés kiemelten fontos, elsősorban az országos jelentőségű vízbázis védelme érdekében. A városban néhány éve szelektívhulladék-gyűjtés is folyik.

## Törmeléklerakó
1990-ben az Óceán-árok mentén elhelyezkedő Dunakeszi törmeléklerakó környezeti hatásvizsgálata is szükségessé vált, mivel a törmelékanyag a vízelvezetést megváltoztatva elzárta az árkot, és az is felmerült, hogy a törmelékből nemkívánatos anyagok jutnak a közeli horgásztavakba, vízszennyezést okozva. A mérnökgeológiai és hidrogeológiai megismeréshez mérnökgeofizikai szondázást végeztek és vízmintákat gyűjtöttek kémiai, bakteriológiai és toxikus nehézfém, illetve mikroelem állapotfelmérés céljából. A vizsgálatok eredményei alapján a törmeléklerakás környezetszennyező hatása nem volt kimutatható. Ugyanakkor kiderült, hogy a horgásztavak vizét szennyezik az illegális szemétlerakók, a bőrgyári hulladékok nehézfémsói és a kavicsbányászat során a gépekből a vízbe jutó nehézolajok. Ezeken kívül a lakosság fekál típusú szennyezést okoz a Tőzegtavak vize esetében. Ezeken a területeken az ivóvíz nagy vas-, mangán-, klorid-, szulfát- és összsótartalmú, nagy keménységű, de nehézfém szennyeződést nem tartalmaz.
Dunakeszi, Mogyoród és Csomád területén szennyeződés-érzékenységi vizsgálat is készült.

## Szennyvíz-helyzet
A város és a környező települések (Fót, Mogyoród, Göd, Csomád) szennyvizét a Dunakeszi Szennyvíztisztító Telep gyűjti be. A növekvő igénybevétel miatt 2009–2011 során a Duna Menti Regionális Vízmű Zrt. bővítette a tisztító kapacitását, és a meglévő művek rekonstrukcióját is elvégezte egy, a Környezet és Energia Operatív Program keretében elnyert európai uniós forrás segítségével. A fejlesztés nyomán napi 10.000 m³ szennyvíz tisztítható meg, és a kibocsátott tisztított szennyvíz megfelel az elvárt határértéknek. Ennek ellenére problémát okoz, hogy a tisztított szennyvizet az Óceán-árokba vezetik, és hogy a kertekben még mindig sok működő, vagy már használaton kívüli emésztő található, amely szennyezi a talajvizet.
Dunakeszi környezeti állapotának Mészáros Szilvia (Budapesti Corvinus Egyetem) vizsgálatai és értékelése alapján számos szennyezőforrással kell számolni. Ilyenek a mezőgazdasági hasznosítású területeken a növényvédőszerek és műtrágyák használata, valamint a száraz időszakokban a por, a felhagyott szántóföldeken a gyomnövények, elsősorban az allergiát kiváltó parlagfű elszaporodása, az állattartó telepek közelében pedig a talajvízszennyezés és a bűzhatás. A nitrogéntartalmú műtrágyák a talajt és a talajvizet szennyezve, a parti szűrésű vízmű kutak vízébe jutva, az ivóvíz nitráttartalmának növekedését okozzák. Az ipari területeken a káros anyagok (benzol és egyéb szénhidrogének, valamint aceton) kibocsátása, a nagy gépjárműforgalom, a légszennyezés, illetve a porterhelés jelent problémát. A közlekedési útvonalak mentén légszennyezés (nitrogén-dioxid, nitrogén-oxidok, szén-monoxid, kén-dioxid), zaj- és rezgéshatás jelentkezik, az utakra kerülő olajszármazékok és a téli útsózás talajszennyezést okoz. A hulladéklerakók a légszennyezés és zaj mellett potenciális veszélyforrást jelentenek a talajvízre és a talajra. A szennyvíztisztító telep környezetében szintén talajvíz- és talajszennyeződés, időnként pedig szaghatás léphet fel. A lakott területeken a még meglévő emésztők a talajvíz nitrátosodását okozzák, az avarégetés légszennyező hatású, az illegális hulladéklerakók a talajt és a talajvizet szennyezik.

## Rendezési tervek és környezetvédelmi programok
Ugyanakkor pozitív hatású, hogy a városra és annak egyes területeire vonatkozó rendezési tervek környezetvédelmi javaslatokat is tartalmaznak a talaj, a vízbázis és a levegőtisztaság védelmében, a zaj- és rezgésvédelemről, valamint a hulladékok kezeléséről.
Dunakeszi települési környezetvédelmi programmal (2004) és hatályos helyi hulladékgazdálkodási tervvel (2006) is rendelkezik. Ezeken felül 2007-ben elkészült a kistérség környezetvédelmi programja és hulladékgazdálkodási terve is.